# Danny Ventre
Danny Ventre (Liverpool, 23 gennaio 1986) è un ex calciatore inglese, di ruolo centrocampista difensivo.

## Carriera
Ha giocato nella prima divisione irlandese.

## Palmarès

### Club

#### Competizioni nazionali
- Coppa d'Irlanda: 2

Sligo Rovers: 2011, 2013